# Temporada 1950-51 de los Washington Capitols

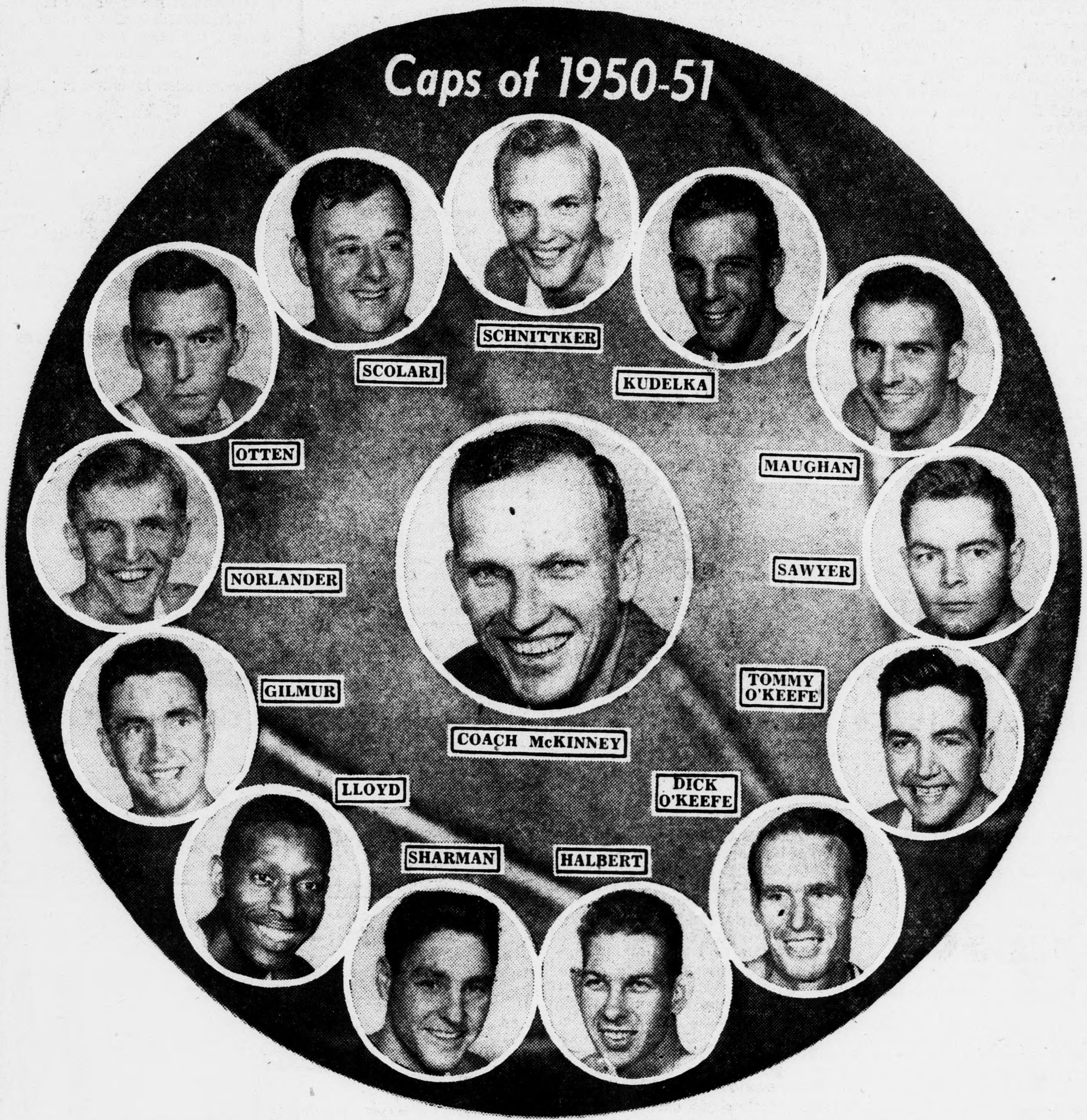
Jugadores Washington Capitols en la temporada 1950-51

La temporada 1950-51 fue la quinta y última de los Washington Capitols en la NBA. Tras 32 encuentros disputados, decidió abandonar la competición, dejando la liga reducida a 10 equipos.

## Elecciones en elDraft
| Ronda | Puesto | Jugador         | Posición  | Nacionalidad   | Universidad          |
| ----- | ------ | --------------- | --------- | -------------- | -------------------- |
| 1     | 4      | Dick Schnittker | Alero     | Estados Unidos | Ohio State           |
| 2     | 16     | Bill Sharman    | Base      | Estados Unidos | Southern California  |
| 3     | 28     | Alan Sawyer     | Alero     | Estados Unidos | UCLA                 |
| 4     | 40     | Tommy O'Keefe   | Base      | Estados Unidos | Georgetown           |
| 5     | 52     | Claude Overton  | Base      | Estados Unidos | East Central State*  |
| 9     | 100    | Earl Lloyd      | Ala-Pívot | Estados Unidos | West Virginia State* |

## Temporada regular
| División Este           | División Este | División Este | División Este | División Este | División Este | División Este | División Este | División Este |
| Equipo                  | G             | P             | %             | PD            | Casa          | Fuera         | Neutral       | Div           |
| ----------------------- | ------------- | ------------- | ------------- | ------------- | ------------- | ------------- | ------------- | ------------- |
| x-Philadelphia Warriors | 40            | 26            | .606          | -             | 28-4          | 11-21         | 1-1           | 22-14         |
| x-Boston Celtics        | 39            | 30            | .565          | 1             | 25-5          | 10-23         | 4-2           | 21-19         |
| x-New York Knicks       | 36            | 30            | .545          | 4             | 22-5          | 10-25         | 4-0           | 21-15         |
| x-Syracuse Nationals    | 32            | 34            | .485          | 8             | 23-10         | 9–24          | -             | 19-17         |
| Baltimore Bullets       | 24            | 42            | .364          | 16            | 20-12         | 4–24          | 0-6           | 12-24         |
| Washington Capitols     | 10            | 25            | .286          | 30            | 7-12          | 3–12          | 0-1           | 6-12          |

## Estadísticas
| Rk | Jugador         | Edad | P  | PT | MP | TC  | TCI  | %TC  | 3P | 3PI | %3P | TL  | TLI | %TL  | RO | RD | RT  | AS  | RB | TAP | BP | FP  | PTS  |
| 1  | Bill Sharman    | 24   | 31 |    |    | 4.5 | 12.3 | .370 |    |     |     | 3.1 | 3.5 | .889 |    |    | 3.5 | 1.3 |    |     |    | 2.8 | 12.2 |
| 2  | Dick Schnittker | 22   | 29 |    |    | 3.0 | 7.2  | .411 |    |     |     | 4.2 | 4.9 | .866 |    |    | 5.3 | 1.4 |    |     |    | 2.8 | 10.2 |
| 3  | Don Otten       | 29   | 16 |    |    | 2.3 | 7.9  | .291 |    |     |     | 4.6 | 5.8 | .796 |    |    | 6.6 | 1.4 |    |     |    | 3.8 | 9.3  |
| 4  | Ariel Maughan   | 27   | 35 |    |    | 2.2 | 7.1  | .312 |    |     |     | 2.8 | 3.5 | .797 |    |    | 4.0 | 1.4 |    |     |    | 2.6 | 7.3  |
| 5  | Alan Sawyer     | 23   | 33 |    |    | 2.6 | 7.1  | .370 |    |     |     | 1.3 | 1.5 | .860 |    |    | 3.7 | 0.8 |    |     |    | 2.3 | 6.6  |
| 6  | Earl Lloyd      | 22   | 7  |    |    | 2.3 | 5.0  | .457 |    |     |     | 1.6 | 1.9 | .846 |    |    | 6.7 | 1.6 |    |     |    | 3.7 | 6.1  |
| 7  | Ed Bartels      | 25   | 17 |    |    | 1.4 | 5.7  | .247 |    |     |     | 1.4 | 2.7 | .522 |    |    | 4.9 | 0.7 |    |     |    | 3.2 | 4.2  |
| 8  | Tommy O'Keefe   | 24   | 3  |    |    | 1.7 | 4.3  | .385 |    |     |     | 0.7 | 1.0 | .667 |    |    | 1.3 | 0.7 |    |     |    | 0.3 | 4.0  |
| 9  | Dick O'Keefe    | 27   | 17 |    |    | 1.2 | 6.0  | .206 |    |     |     | 1.5 | 2.3 | .641 |    |    | 2.2 | 1.5 |    |     |    | 2.8 | 3.9  |
| 10 | Tommy Byrnes    | 27   | 12 |    |    | 1.1 | 5.4  | .200 |    |     |     | 1.2 | 2.3 | .519 |    |    | 0.9 | 1.3 |    |     |    | 1.7 | 3.3  |
| 11 | Chuck Gilmur    | 28   | 16 |    |    | 1.1 | 3.8  | .279 |    |     |     | 1.1 | 2.0 | .531 |    |    | 4.7 | 1.1 |    |     |    | 3.6 | 3.2  |
| 12 | Bones McKinney  | 32   | 10 |    |    | 1.2 | 4.3  | .279 |    |     |     | 0.3 | 0.7 | .429 |    |    | 1.9 | 0.6 |    |     |    | 1.4 | 2.7  |
| 13 | J. Norlander    | 29   | 9  |    |    | 0.7 | 1.8  | .375 |    |     |     | 1.0 | 1.6 | .643 |    |    | 1.0 | 0.6 |    |     |    | 1.6 | 2.3  |
| 14 | Chick Halbert   | 31   | 35 |    |    | 2.0 | 5.9  | .341 |    |     |     | 2.6 | 3.8 | .684 |    |    |     | 2.2 |    |     |    | 3.4 | 6.6  |
| 15 | Frank Kudelka   | 25   | 35 |    |    | 3.6 | 10.5 | .340 |    |     |     | 1.8 | 2.6 | .685 |    |    |     | 2.1 |    |     |    | 4.3 | 8.9  |
| 16 | Ed Mikan        | 25   | 18 |    |    | 3.0 | 9.6  | .312 |    |     |     | 2.9 | 4.1 | .712 |    |    |     | 2.0 |    |     |    | 3.6 | 8.9  |
| 17 | Fred Scolari    | 28   | 35 |    |    | 4.9 | 14.7 | .337 |    |     |     | 4.8 | 5.7 | .849 |    |    |     | 3.7 |    |     |    | 2.5 | 14.7 |